# 小史丹利·隆堡
小史丹利·隆堡（Stanley Rumbough Jr，1920年4月25日—2017年9月27日），美国企业家，老史丹利·隆堡和伊丽莎白·高露洁（威廉·高露洁的曾孙女）的儿子，毕业于耶鲁大学，1946年至1966年曾和影星狄娜·麥爾结婚；後擔任「美國人健康基金會」（Trustee of the American Health Foundation）主席自1972年-1976年6月。